# Turbokompaundni motor
Turbokompaundni motor (ang. turbo-compound engine) je vrsta batnega motorja z notranjim zgorevanjem, ki koristi izpušne pline za pogon turbine, katere gred poganja glavno gred motorja preko reduktorja (ne poganja kompresorja). Na ta način se na enoto porabljenega goriva dobi več dela, ker se uporablja energijo izpušnih plinov, ki bi se drugače izgubila v okolje. Največkrat se uporablja na štiritaktnih bencinskih motorjih: Wright R-3350 Duplex-Cyclone pri letalih: B-29 Superfortress, Super Constellation ali pa Ferrari 059/3, lahko pa tudi na dvotaktnih dizelskih kot npr. Napier Nomad.
Turbina je mehanično povezana na ročično (pogonsko) gred, možne so tudi hidravlične ali električne izvedbe. Turbokompaundne motorje so večinoma uporabljala propelerska potniška letala, preden so se pojavili visokoobtočni turboventilatorski motorji. Turbina na zvezadstem motorju Wright R-3350 je proizvajala dodatno okrog 550 konjskih moči pri vzletu. 
Podobna naprava je turbopolnilnik, vendar slednji ne proizvaja mehanske moči za pogon vozila, ampak turbina žene kompresor, ki poveča polnilni tlak in tako poveča sposobnosti motorja.
V sezoni 2014 se bo v Formuli 1 uporabljal 1,6 litrski turbokompaundni V6 motor, turbina bo povezana z električnim motorjem/generatorjem imenovanim MGU-H. Ko bo dirkalnik zaviral bo MGU-H deloval kot generator in bo polnil baterijo. Ko bo dirkalnik pospeševal se bo ta energija uporabila za hitro pospeševanje turbine in tako ne bo turbo luknje.

## Primer turbokompaundnih motorjev
- Detroit Diesel
  - DD15[1]

- Napier
  - Napier Nomad

- Wright Aeronautical
  - Wright R-3350 - edini turbokompaundni letalski motor, ki se je široko uporabljal

- Dobrinin
  - Dobrinin VD-4K

- Zvezda
  - Zvezda M503 - sovjetski 42-valjni mornarski dizelski motor, ki se je uporabljal na plovilih razred Osa

- Renault
  - Renault Energy F1-2014 - 1.6 litrski 6-valjni motor za dirkalnike Formule 1

- Ferrari
  - Ferrari 059/3 - 1.6 litrski 6-valjni motor za dirkalnike Formule 1 Ferrari F14 T in Sauber C33.